# Temporada 2020 del Campeonato Mundial de Supersport 300
La Temporada 2020 del Campeonato Mundial de Supersport 300 fue la cuarta temporada del Campeonato Mundial de Supersport 300. La temporada comenzó con una fecha doble en el Circuito de Jerez el 1 y 2 de agosto y terminó en el Autódromo do Estoril el fin de semana del 17 al 18 de octubre.
Originalmente el campeonato iba a contar con diez rondas pero debido a la Pandemia de coronavirus, el calendario fue acortado a siete rondas dobles que totalizarán un total de 14 carreras puntuables.

## Calendario y resultados
| Calendario 2020 | Calendario 2020 | Calendario 2020                | Calendario 2020  | Calendario 2020   | Calendario 2020    | Calendario 2020   | Calendario 2020                    |
| Rnd             | País            | Circuito                       | Fecha            | Superpole         | Vuelta Rápida      | Piloto Ganador    | Equipo ganador                     |
| --------------- | --------------- | ------------------------------ | ---------------- | ----------------- | ------------------ | ----------------- | ---------------------------------- |
| 1               | España          | Circuito de Jerez              | 1 de agosto      | Meikon Kawakami   | Ana Carrasco       | Unai Orradre      | Yamaha MS Racing                   |
| 1               | España          | Circuito de Jerez              | 2 de agosto      | Meikon Kawakami   | Ana Carrasco       | Bahattin Sofuoglu | Biblion Motoxracing Yamaha WSSP300 |
| 2               | Portugal        | Algarve International Circuit  | 8 de agosto      | Yuta Okaya        | Samuel Di Sora     | Ana Carrasco      | Kawasaki Provec WorldSSP300        |
| 2               | Portugal        | Algarve International Circuit  | 9 de agosto      | Yuta Okaya        | Unai Orradre       | Scott Deroue      | MTM Kawasaki Motoport              |
| 3               | España          | Motorland Aragón               | 29 de agosto     | Jeffrey Buis      | Bahattin Sofuoglu  | Jeffrey Buis      | MTM Kawasaki Motoport              |
| 3               | España          | Motorland Aragón               | 30 de agosto     | Jeffrey Buis      | Ana Carrasco       | Jeffrey Buis      | MTM Kawasaki Motoport              |
| 4               | España          | Motorland Aragón               | 5 de septiembre  | Bahattin Sofuoglu | Ana Carrasco       | Bahattin Sofuoglu | Biblion Motoxracing Yamaha WSSP300 |
| 4               | España          | Motorland Aragón               | 6 de septiembre  | Bahattin Sofuoglu | Glenn van Straalen | Jeffrey Buis      | MTM Kawasaki Motoport              |
| 5               | España          | Circuit de Barcelona-Catalunya | 19 de septiembre | Tom Booth-Amos    | Jeffrey Buis       | Tom Booth-Amos    | RT Motorsports by SKM – Kawasaki   |
| 5               | España          | Circuit de Barcelona-Catalunya | 20 de septiembre | Tom Booth-Amos    | Jeffrey Buis       | Yuta Okaya        | MTM Kawasaki Motoport              |
| 6               | Francia         | Circuit de Nevers Magny-Cours  | 3 de octubre     | Tom Booth-Amos    | Scott Deroue       | Jeffrey Buis      | MTM Kawasaki Motoport              |
| 6               | Francia         | Circuit de Nevers Magny-Cours  | 4 de octubre     | Tom Booth-Amos    | Samuel Di Sora     | Marc García       | 2R Racing                          |
| 7               | Portugal        | Autódromo do Estoril           | 17 de octubre    | Nick Kalinin      | Koen Meuffels      | Mika Pérez        | Prodina Ircos Team WorldSSP300     |
| 7               | Portugal        | Autódromo do Estoril           | 18 de octubre    | Nick Kalinin      | Nick Kalinin       | Koen Meuffels     | MTM Kawasaki Motoport              |

## Equipos y pilotos
| Parilla 2020 | Parilla 2020 | Parilla 2020 | Parilla 2020 | Parilla 2020             | Parilla 2020 |
| Equipo | Constructor  | Moto         | No.          | Piloto                   | Rondas       |
| --- | ------------ | ------------ | ------------ | ------------------------ | ------------ |
| Smrž Racing – Willi Race                                                                                        | Kawasaki     | Ninja 400    | 2            | Alejandro Carrion        | 1–4          |
| Smrž Racing – Willi Race                                                                                        | Kawasaki     | Ninja 400    | 47           | Matyáš Červenka          | 1–4          |
| Machado Came SBK                                                                                                | Yamaha       | YZF-R3       | 3            | Marco Gaggi              | 1–4          |
| Machado Came SBK                                                                                                | Yamaha       | YZF-R3       | 14           | Enzo De La Vega          | 1–4          |
| Machado Came SBK                                                                                                | Yamaha       | YZF-R3       | 20           | Gaëtan Matern            | 1–3          |
| Machado Came SBK                                                                                                | Yamaha       | YZF-R3       | 40           | Marcos Lahoz             | 4            |
| Machado Came SBK                                                                                                | Yamaha       | YZF-R3       | 73           | José Luis Pérez González | 1–4          |
| Freudenberg KTM WorldSSP Team                                                                                   | KTM          | RC 390 R     | 4            | Christian Stange         | 1–2          |
| Freudenberg KTM WorldSSP Team                                                                                   | KTM          | RC 390 R     | 97           | Maximilian Kappler       | 1–2          |
| MTM Kawasaki Motoport                                                                                           | Kawasaki     | Ninja 400    | 6            | Jeffrey Buis             | 1–4          |
| MTM Kawasaki Motoport                                                                                           | Kawasaki     | Ninja 400    | 17           | Koen Meuffels            | 1–4          |
| MTM Kawasaki Motoport                                                                                           | Kawasaki     | Ninja 400    | 61           | Yuta Okaya               | 1–4          |
| MTM Kawasaki Motoport                                                                                           | Kawasaki     | Ninja 400    | 95           | Scott Deroue             | 1–4          |
| GP Project | Kawasaki     | Ninja 400    | 7            | Johan Gimbert            | 1–4          |
| GP Project | Kawasaki     | Ninja 400    | 80           | Gabriele Mastroluca      | 1–4          |
| Prodina Ircos Team WorldSSP300                                                                                  | Kawasaki     | Ninja 400    | 8            | Mika Pérez               | 1–4          |
| Prodina Ircos Team WorldSSP300                                                                                  | Kawasaki     | Ninja 400    | 48           | Thomas Brianti           | 1–4          |
| Team Chiodo Moto Racing                                                                                         | Yamaha       | YZF-R3       | 9            | Paolo Grassia            | 1–4          |
| Yamaha MS Racing                                                                                                | Yamaha       | YZF-R3       | 10           | Unai Orradre             | 1–4          |
| Yamaha MS Racing                                                                                                | Yamaha       | YZF-R3       | 23           | Sylvain Markarian        | 1–4          |
| Yamaha MS Racing                                                                                                | Yamaha       | YZF-R3       | 25           | Alan Kroh                | 1–4          |
| Yamaha MS Racing                                                                                                | Yamaha       | YZF-R3       | 87           | Ton Kawakami             | 1–4          |
| Kawasaki Provec WorldSSP300                                                                                     | Kawasaki     | Ninja 400    | 11           | Ana Carrasco             | 1–4          |
| Doré Racing Team                                                                                                | Yamaha       | YZF-R3       | 12           | Romain Doré              | 1–4          |
| Kawasaki GP Project                                                                                             | Kawasaki     | Ninja 400    | 15           | Alfonso Coppola          | 1–4          |
| Kawasaki GP Project                                                                                             | Kawasaki     | Ninja 400    | 85           | Kevin Sabatucci          | 1–4          |
| Kawasaki GP Project                                                                                             | Kawasaki     | Ninja 400    | 88           | Bruno Ieraci             | 1–4          |
| Gradaracorse | Kawasaki     | Ninja 400    | 16           | Emanuele Vocino          | 1–2          |
| Scuderia Maranga Racing                                                                                         | Kawasaki     | Ninja 400    | 18           | Indy Offer               | 1, 3–4       |
| Scuderia Maranga Racing                                                                                         | Kawasaki     | Ninja 400    | 21           | Enzo Valentim Garcia     | 2            |
| Scuderia Maranga Racing                                                                                         | Kawasaki     | Ninja 400    | 33           | Óscar Núñez              | 3            |
| Scuderia Maranga Racing                                                                                         | Kawasaki     | Ninja 400    | 58           | Iñigo Iglesias           | 1–4          |
| Scuderia Maranga Racing                                                                                         | Kawasaki     | Ninja 400    | 68           | Jarno Ioverno            | 1–4          |
| 2R Racing | Kawasaki     | Ninja 400    | 19           | Víctor Rodríguez         | 3–4          |
| 2R Racing | Kawasaki     | Ninja 400    | 59           | Alessandro Zanca         | 3–4          |
| Battley–RT Motorsports by SKM–Kawasaki Carl Cox–RT Motorsports by SKM–Kawasaki RT Motorsports by SKM – Kawasaki | Kawasaki     | Ninja 400    | 22           | Nick Kalinin             | 1–4          |
| Battley–RT Motorsports by SKM–Kawasaki Carl Cox–RT Motorsports by SKM–Kawasaki RT Motorsports by SKM – Kawasaki | Kawasaki     | Ninja 400    | 44           | Tom Bramich              | 1–4          |
| Battley–RT Motorsports by SKM–Kawasaki Carl Cox–RT Motorsports by SKM–Kawasaki RT Motorsports by SKM – Kawasaki | Kawasaki     | Ninja 400    | 69           | Tom Booth-Amos           | 1–4          |
| Biblion Motoxracing Yamaha WSSP300                                                                              | Yamaha       | YZF-R3       | 24           | Daniel Blin              | 1–4          |
| Biblion Motoxracing Yamaha WSSP300                                                                              | Yamaha       | YZF-R3       | 54           | Bahattin Sofuoğlu        | 1–4          |
| Biblion Motoxracing Yamaha WSSP300                                                                              | Yamaha       | YZF-R3       | 72           | Álvaro Díaz              | 1–4          |
| Team BrCorse | Yamaha       | YZF-R3       | 26           | Mirko Gennai             | 1–4          |
| Kawasaki ParkinGO Team                                                                                          | Kawasaki     | Ninja 400    | 27           | Filippo Rovelli          | 1–4          |
| Kawasaki ParkinGO Team                                                                                          | Kawasaki     | Ninja 400    | 71           | Tom Edwards              | 1–4          |
| EAB Ten Kate Racing                                                                                             | Yamaha       | YZF-R3       | 30           | Glenn van Straalen       | 1–4          |
| Stand Os Putos Racing Team                                                                                      | Yamaha       | YZF-R3       | 37           | Pedro Fragoso            | 2            |
| Freudenberg KTM Junior Team                                                                                     | KTM          | RC 390 R     | 41           | Jan-Ole Jähnig           | 1–2          |
| Freudenberg KTM Junior Team                                                                                     | KTM          | RC 390 R     | 52           | Oliver König             | 1–2          |
| Team Brasil AD 78                                                                                               | Yamaha       | YZF-R3       | 45           | Felipe Macan             | 1–4          |
| Team Brasil AD 78                                                                                               | Yamaha       | YZF-R3       | 83           | Meikon Kawakami          | 1–4          |
| Leader Team Flembbo                                                                                             | Kawasaki     | Ninja 400    | 46           | Samuel Di Sora           | 1–4          |
| Movisio by Freudenberg Jr Team                                                                                  | Kawasaki     | Ninja 400    | 52           | Oliver König             | 3–4          |
| ACCR Czech Talent Team – Willi Race                                                                             | Kawasaki     | Ninja 400    | 63           | Miloslav Hřava           | 1–3          |
| ACCR Czech Talent Team – Willi Race                                                                             | Kawasaki     | Ninja 400    | 96           | Filip Salač              | 4            |
| Team Trasimeno                                                                                                  | Yamaha       | YZF-R3       | 64           | Hugo De Cancellis        | 1–4          |
| Team#109 Kawasaki                                                                                               | Kawasaki     | Ninja 400    | 66           | Eunan McGlinchey         | 1–4          |
| TGP Racing | Kawasaki     | Ninja 400    | 77           | Loris Gruau              | 1–4          |
| TGP Racing | Kawasaki     | Ninja 400    | 93           | Adrien Quinet            | 1–4          |
| Team Tomás Alonso                                                                                               | Kawasaki     | Ninja 400    | 79           | Tomás Alonso             | 2            |
| ProGP Racing | Yamaha       | YZF-R3       | 84           | Kim Aloisi               | 1–4          |
| ProGP Racing | Yamaha       | YZF-R3       | 94           | Sara Sánchez             | 1–2          |
| ProGP Racing | Yamaha       | YZF-R3       | 98           | Tom Berçot               | 1–4          |
| ProGP Racing | Yamaha       | YZF-R3       | 99           | Adrián Huertas           | 3–4          |

| Leyenda             | Leyenda |
| ------------------- | ------- |
| Piloto titular      |         |
| Piloto invitado     |         |
| Piloto de reemplazo |         |

- Todos los equipos usan neumáticos Pirelli.

## Resultados

### Campeonato de Pilotos
| Pos. | Piloto                   | Moto     | JER | JER | POR | POR | ARA | ARA | ARA | ARA | BAR | BAR | MAG | MAG | POR | POR | Puntos |
| ---- | ------------------------ | -------- | --- | --- | --- | --- | --- | --- | --- | --- | --- | --- | --- | --- | --- | --- | ------ |
| 1    | Jeffrey Buis             | Kawasaki | 30  | 13  | 2   | 4   | 1   | 1   | 2   | 1   | 5   | 3   | 1   | 2   | 6   | 9   | 220    |
| 2    | Scott Deroue             | Kawasaki | 3   | 4   | 4   | 1   | Ret | 3   | 3   | 2   | 13  | 2   | 2   | 4   | 8   | 16  | 183    |
| 3    | Bahattin Sofuoğlu        | Yamaha   | 6   | 1   | 5   | 5   | Ret | Ret | 1   | 3   | 9   | 10  | 3   | Ret | 14  | 4   | 142    |
| 4    | Koen Meuffels            | Kawasaki | 15  | 16  | 9   | 9   | EX  | 9   | Ret | 5   | 8   | 4   | 8   | 7   | 2   | 1   | 116    |
| 5    | Mika Pérez               | Kawasaki | Ret | Ret | 7   | 6   | 3   | 25  | 6   | 6   | 4   | 13  | Ret | Ret | 1   | 3   | 112    |
| 6    | Tom Booth-Amos           | Kawasaki | 2   | 3   | 3   | Ret | 5   | Ret | Ret | 10  | 1   | Ret | Ret | 26  | 3   | Ret | 110    |
| 7    | Unai Orradre             | Yamaha   | 1   | 6   | Ret | 2   | 6   | 4   | 5   | 7   | 20  | 26  | 20  | 16  | Ret | 13  | 101    |
| 8    | Ana Carrasco             | Kawasaki | 7   | 2   | 1   | Ret | 2   | 6   | 4   | 21  |     |     |     |     |     |     | 97     |
| 9    | Yuta Okaya               | Kawasaki | 4   | Ret | 28  | 3   | Ret | Ret | Ret | Ret | 28  | 1   | 6   | 5   | 12  | 6   | 89     |
| 10   | Samuel Di Sora           | Kawasaki | 12  | 19  | 6   | 10  | DNQ | DNQ | 23  | 11  | 2   | 11  | 7   | 24  | 7   | 2   | 88     |
| 11   | Thomas Brianti           | Kawasaki | 5   | 9   | 10  | 8   | 9   | 2   | 8   | 4   | 23  | 17  | Ret | Ret | Ret | 22  | 80     |
| 12   | Meikon Kawakami          | Yamaha   | 31  | 5   | 8   | Ret | 8   | 5   | 11  | 13  | 15  | 5   | Ret | DNS | 9   | 5   | 76     |
| 13   | Bruno Ieraci             | Kawasaki | 22  | 7   | Ret | Ret | 7   | 7   | 7   | 8   | Ret | Ret | 11  | 12  | 4   | Ret | 66     |
| 14   | Hugo De Cancellis        | Yamaha   | Ret | 10  | Ret | Ret | 4   | 10  | Ret | 14  | 14  | 7   | 5   | 3   | Ret | DNS | 65     |
| 15   | Kevin Sabatucci          | Kawasaki | 8   | 11  | 20  | 16  | Ret | 12  | 27  | 9   | 18  | Ret | 4   | Ret | 11  | 8   | 50     |
| 16   | Marc García              | Kawasaki |     |     |     |     |     |     |     |     | 3   | 21  | 24  | 1   | 13  | 12  | 48     |
| 17   | Ton Kawakami             | Yamaha   | 11  | 12  | 11  | Ret | Ret | 8   | 13  | 15  | 11  | 28  | 10  | 14  | 10  | 14  | 47     |
| 18   | Adrián Huertas           | Yamaha   |     |     |     |     | 12  | Ret | 9   | 12  | 29  | 9   | 13  | 6   | 16  | 10  | 41     |
| 19   | Nick Kalinin             | Kawasaki | 10  | 8   | 12  | Ret | 15  | 14  | Ret | 19  | Ret | 8   | Ret | Ret | Ret | 7   | 38     |
| 20   | Víctor Rodríguez         | Kawasaki |     |     |     |     | DSQ | DSQ | DSQ | DSQ |     |     |     |     |     |     | 20     |
| 20   | Víctor Rodríguez         | Yamaha   |     |     |     |     |     |     |     |     | 7   | 19  | Ret | DNS | 5   | Ret | 20     |
| 21   | Filippo Rovelli          | Kawasaki | 28  | 14  | DNQ | DNQ | 18  | 13  | DNQ | DNQ | 6   | Ret | Ret | 11  | Ret | Ret | 20     |
| 22   | Tom Edwards              | Kawasaki | Ret | 25  | Ret | 7   | Ret | Ret | 17  | 24  | DNQ | DNQ | Ret | 8   | Ret | 23  | 17     |
| 23   | Álvaro Díaz              | Yamaha   | 9   | 15  | 24  | 17  | 22  | 23  | 14  | 22  | DNQ | DNQ | Ret | 9   | 18  | 18  | 17     |
| 24   | Iñigo Iglesias           | Kawasaki | 24  | 18  | 18  | Ret | 11  | 26  | 16  | 16  | Ret | 6   | 22  | 18  |     |     | 15     |
| 25   | Alan Kroh                | Yamaha   | 16  | 17  | DNQ | DNQ | 10  | 15  | 10  | 17  | 26  | 16  | DNQ | DNQ | 19  | 15  | 14     |
| 26   | Glenn van Straalen       | Yamaha   | 20  | 20  | 13  | 11  | 20  | 11  | Ret | 18  |     |     |     |     |     |     | 13     |
| 27   | Enzo De La Vega          | Yamaha   | 21  | 23  | 16  | 12  | 19  | 18  | 21  | 20  | DNQ | DNQ | 9   | 15  | DNQ | DNQ | 12     |
| 28   | Alfonso Coppola          | Kawasaki | 23  | 21  | 17  | 14  | 13  | 20  | 19  | 27  | 12  | 18  | Ret | 13  | Ret | Ret | 12     |
| 29   | Felipe Macan             | Yamaha   | 26  | 26  | Ret | 25  | Ret | DNS | DNQ | DNQ | 16  | 25  | 12  | 10  | DNQ | DNQ | 10     |
| 30   | Johan Gimbert            | Kawasaki | DSQ | DSQ | DNQ | DNQ | DSQ | DSQ | 15  | 23  | 10  | Ret | 19  | 23  | 17  | 20  | 7      |
| 31   | Mirko Gennai             | Yamaha   | DNQ | DNQ | 15  | 23  | 17  | 22  | 18  | 31  | 21  | 20  | 16  | 28  | 25  | 11  | 6      |
| 32   | Oliver König             | KTM      | 18  | Ret | Ret | 13  |     |     |     |     |     |     |     |     |     |     | 5      |
| 32   | Oliver König             | Kawasaki |     |     |     |     | 14  | 17  | Ret | 26  | DNS | DNS |     |     |     |     | 5      |
| 33   | Daniel Mogeda            | Kawasaki |     |     |     |     |     |     |     |     | 25  | 12  |     |     |     |     | 4      |
| 34   | Filip Salač              | Kawasaki |     |     |     |     |     |     | 12  | NC  |     |     |     |     |     |     | 4      |
| 35   | Alejandro Carrión        | Kawasaki | 14  | Ret | 14  | 20  | 16  | 19  | 25  | 30  | 24  | Ret |     |     | Ret | 27  | 4      |
| 36   | Kim Aloisi               | Yamaha   | 13  | 29  | 26  | 18  | Ret | 16  | Ret | Ret | Ret | Ret | 25  | 20  | DNQ | DNQ | 3      |
| 37   | Tom Bramich              | Kawasaki | DNQ | DNQ | DNQ | DNQ | DNQ | DNQ | 22  | Ret | DNQ | DNQ | 14  | Ret | Ret | 19  | 2      |
| 38   | Ángel Heredia            | Kawasaki |     |     |     |     |     |     |     |     | 30  | 14  |     |     |     |     | 2      |
| 39   | José Luis Pérez González | Yamaha   | DNQ | DNQ | DNQ | DNQ | DNQ | DNQ | DNQ | DNQ | 22  | 24  | DNQ | DNQ | 15  | Ret | 1      |
| 40   | Daniel Blin              | Yamaha   | DNQ | DNQ | DNQ | DNQ | DNQ | DNQ | 26  | 29  | DNQ | DNQ | 15  | 17  | 22  | 28  | 1      |
| 41   | Paolo Grassia            | Yamaha   | 25  | 27  | DNQ | DNQ | DNQ | DNQ |     |     |     |     |     |     |     |     | 1      |
| 41   | Paolo Grassia            | Kawasaki |     |     |     |     |     |     | 20  | 25  | Ret | 15  | DNQ | DNQ |     |     | 1      |
| 42   | Tom Berçot               | Yamaha   | Ret | 28  | Ret | 15  | Ret | 21  | DNQ | DNQ | DNQ | DNQ | 18  | 21  | 20  | Ret | 1      |
| Pos. | Piloto                   | Moto     | JER | JER | POR | POR | ARA | ARA | ARA | ARA | BAR | BAR | MAG | MAG | POR | POR | Puntos |

| Color     | Resultado                                                               |
| --------- | ----------------------------------------------------------------------- |
| Oro       | Ganador                                                                 |
| Plata     | 2.ª plaza                                                               |
| Bronce    | 3.ª plaza                                                               |
| Verde     | Finalizó en los puntos                                                  |
| Azul      | Finalizó sin puntos                                                     |
| Azul      | NC - No clasificado                                                     |
| Violeta   | Ret - No terminó (Carrera)                                              |
| Rojo      | DNQ - No se clasificó                                                   |
| Negro     | DSQ - Descalificado                                                     |
| Blanco    | DNS - No empezó (carrera)                                               |
| Blanco    | WD - Retirado (fin de semana)                                           |
| Blanco    | C - Carrera cancelada                                                   |
| Sin color | DNP - Inscrito pero no participó                                        |
| Sin color | INJ - Lesionado                                                         |
| Sin color | EX - Excluido                                                           |
| Estado    | Resultado                                                               |
| Negrita   | Pole position                                                           |
| Cursiva   | Vuelta rápida                                                           |
| †         | Abandona, pero clasifica al completar el porcentaje requerido para ello |

### Campeonato de Constructores
| Pos. | Constructor | JER | JER | POR | POR | ARA | ARA | ARA | ARA | BAR | BAR | MAG | MAG | POR | POR | Pts. |
| ---- | ----------- | --- | --- | --- | --- | --- | --- | --- | --- | --- | --- | --- | --- | --- | --- | ---- |
| 1    | Kawasaki    | 2   | 2   | 1   | 1   | 1   | 1   | 2   | 1   | 1   | 1   | 1   | 1   | 1   | 1   | 335  |
| 2    | Yamaha      | 1   | 1   | 5   | 2   | 4   | 4   | 1   | 3   | 7   | 5   | 3   | 3   | 5   | 4   | 224  |
| 3    | KTM         | 17  | 22  | 19  | 13  |     |     |     |     |     |     |     |     |     |     | 3    |
| Pos. | Constructor | JER | JER | POR | POR | ARA | ARA | ARA | ARA | BAR | BAR | MAG | MAG | POR | POR | Pts. |